# Кармазин, Гурий Гаврилович
Кармазин, Гурий Гаврилович (псевдоним: Г. Г. Эвайн; 15 [27] марта 1882 — 11 мая 1938) — российский и советский языковед, переводчик и просветитель, исследователь марийского языка, автор многочисленных учебных и научных изданий.

## Биография
Гурий Гаврилович Кармазин родился в 1882 году в селе Ишимово Бирского уезда Уфимской губернии (ныне в Мишкинском районе Башкортостана). В 1894 году окончил Мишкинское инородческое училище, а в 1901 году — Бирскую учительскую семинарию. После этого стал работать школьным учителем в селениях Бирского уезда. Параллельно с работой в школе собирал марийский фольклор, занимался переводами на марийский язык.
В 1914 году вместе с В. М. Васильевым выпустил букварь на марийском языке («Марла букварь (на восточном и луговом наречии)»). В 1918 году стал работать в казанском марийскоязычном журнале «Куралше». Тогда же была опубликована его первая работа по марийскому языкознанию — «Основы транскрипции языка народа мари».
Проработав несколько лет учителем и служащим органов народного просвещения в Сибири, в 1923 году Кармазин приехал в Марийскую автономную область, где стал членом комиссии по созданию новых слов в марийском языке (занимался разработкой лингвистической терминологии). На протяжении 1920-х — 1930-х годов Гурий Гаврилович активно участвовал в языком строительстве: он работал в областях совершенствования письменности и орфографии, был автором нескольких грамматик марийского языка (1926, 1935 годы), девяти букварей и нескольких десятков других работ. В начале 1930-х годов активно выступал за латинизацию марийской письменности.
В 1929—1929 годах Кармазин учился в аспирантуре Института народов Востока под научным руководством Н. Я. Марра. Получив звание доцента недолгое время преподавал марийский язык в Казанском восточно-педагогическом институте. С 1930 года работал в Йошкар-Оле в Марийском научно-исследовательском институте.
В марте 1937 года Кармазин был арестован по обвинению в контрреволюционной, диверсионно-террористической деятельности. 11 мая 1938 года расстрелян. Реабилитирован в 1957 году.

## Основные труды
- Ава. Йолагайлан: Почеламут-влак. (Мать. Ленивцу: Стихи (По А. Кольцову) // Ончыко. — 1982. — № 1.- С. 103—104.
- Вувер кува: Йомак (Ведьма. Сказка) / Послесл. К. Васина. — Йошкар-Ола, 1965. — 24 с.;
- Вувер кува: Йомак //Марла календарь 1910 ийлан. — Казань, 1909. — С. 55-57.
- Кармазин Г. Песни отчего края // Мишкан — песнь моя. — Йошкар-Ола. 1998. — С. 205—208. (Из предисловия к собранию песен).
- Кармазин Г. Марла букварь: Наглядный черемисский букварь и первая книга для чтения на луговом наречии / Г. Кармазин и В. Васильев. — Казань, 1914.
- Пионер марш: Почеламут (Пионер. Марш: Стих) //Кармазин Г. Марий йылме лончыш: 1 кыдеж. — М., 1929. — С. 88-89.
- Пушкин А. Колызо ден кол нерген йомак: (Сказка о рыбаке и рыбке) / Г. Кармазин кус. // Пушкин А. Йомак -влак. — М., 1937 — С. 19-34.
- Тунемза, тунемза, тунемза!: Шемер калыклан лудаш, возаш туныктымо букварь.(Учиться, учиться, учиться!: Пособие для обучения взрослых). — М., 1924. — 72 с.
- Туналтыш книга: 1 ужаш (Начальная книга: Ч.1). — Йошкар-Ола, 1930. — 48 с.
- У пасу: Шемер калыклан лудаш сераш туныктымо марий мут пале (Методическое руководство по ликвидации неграмотности). — М., 1925. −48 с[2].

## Память
- С 1997 года именем Г. Г. Кармазина названа улица в столице Марий Эл — Йошкар-Оле[3][4].
- Имя Г. Кармазина носит Ишимовская школа в Мишкинском районе Башкортостана[4].
- Его имя также высечено на памятной стеле Архангельского кладбища в Казани[4].